# Physalis alkekengi
Physalis alkekengi este o specie de plantă perenă, erbacee, din genul Physalis, familia Solanaceae. În România, planta este cunoscută sub denumirile de păpălău, lampion chinezesc sau floarea lampion. 
Planta crește sub forma unei tufe cu înalțime de 40-60 cm, în locuri însorite sau cu umbră parțială. Crește pe soluri ușoare, brun-roșcate sau cernoziomuri, fertile și cu un bun drenaj. În lunile de vară înflorește cu flori mici, nesemnificative, de culoare alb-gălbui. Toamna, fructele ei asemănătoare cireșelor sunt acoperite cu un înveliș protector de consistența hârtiei, de culoare portocaliu aprins, asemănător ca formă cu felinarele chinezești - de unde îi vine și denumirea.

## Cultivare
Este o plantă ornamentală apreciată pentru culoarea portocalie a caliciului care învelește fructele. Physalis alkekengi își dezvoltă cu repeziciune rădăcinile care, din loc în loc, dau naștere unor noi lăstari. De aceea este socotită semi-invazivă și nu se plantează alături de alte plante sensibile, cum sunt cele aromatice precum cimbrul, măghiranul, busuiocul, pe care le poate sufoca. 
Nu are nevoie de foarte multă apă, se udă moderat, doar în perioadele de secetă. Înainte de venirea iernii planta se acoperă cu un strat de frunze uscate, pentru a fi ferită de îngheț.

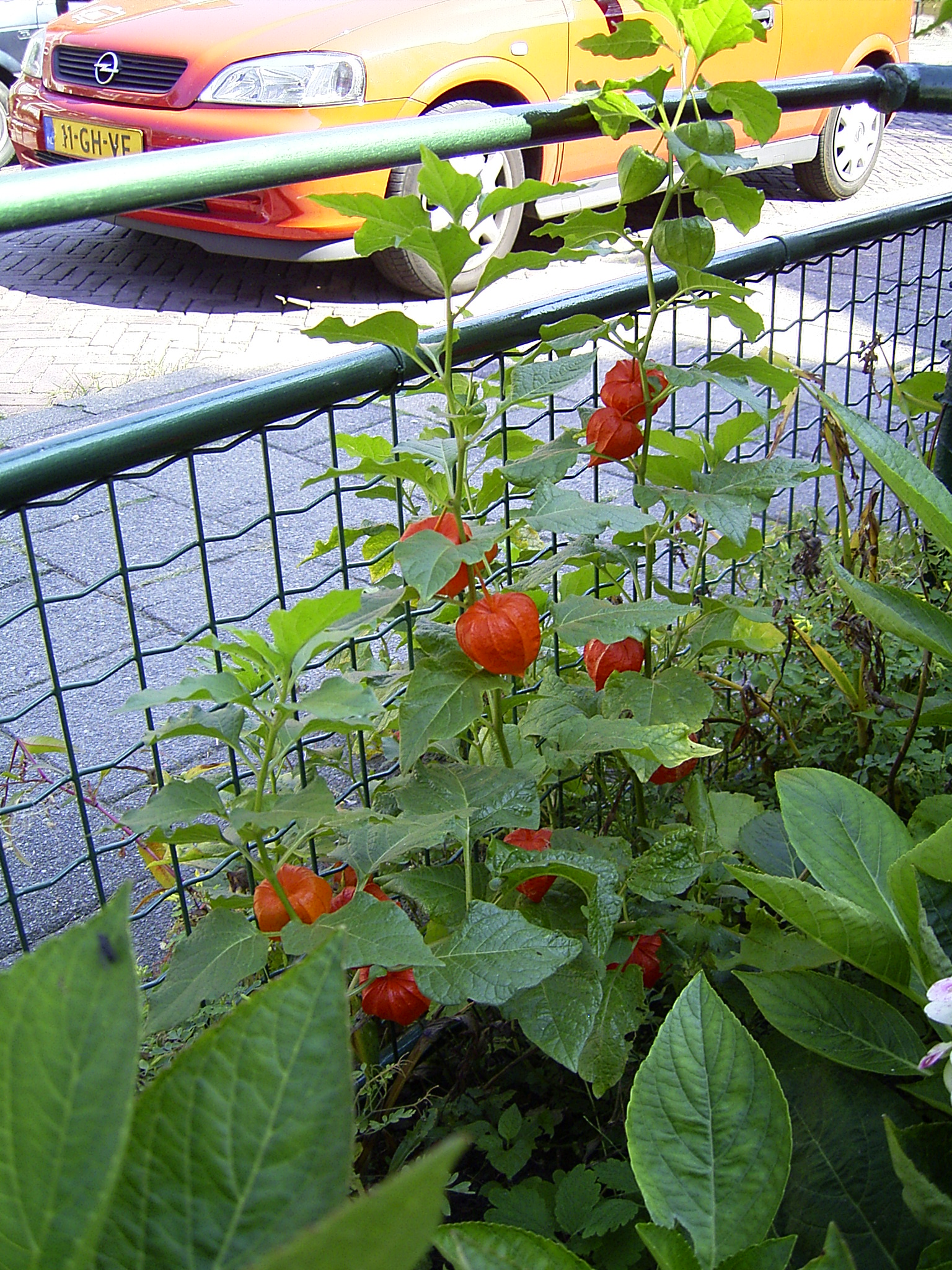
Plantă
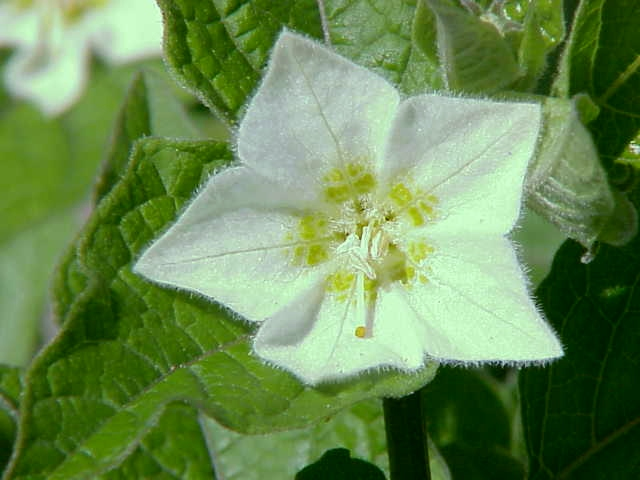
Floare
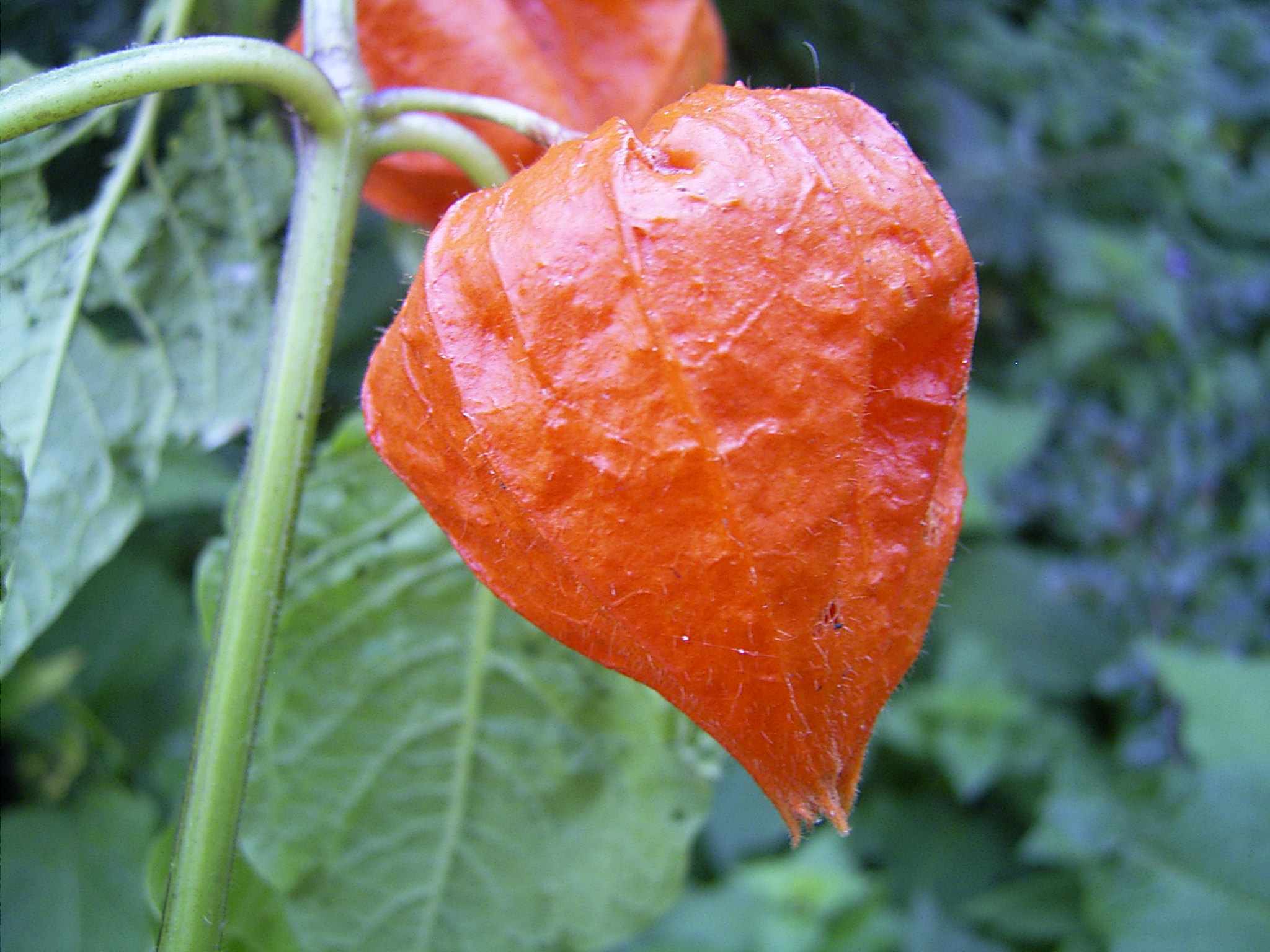
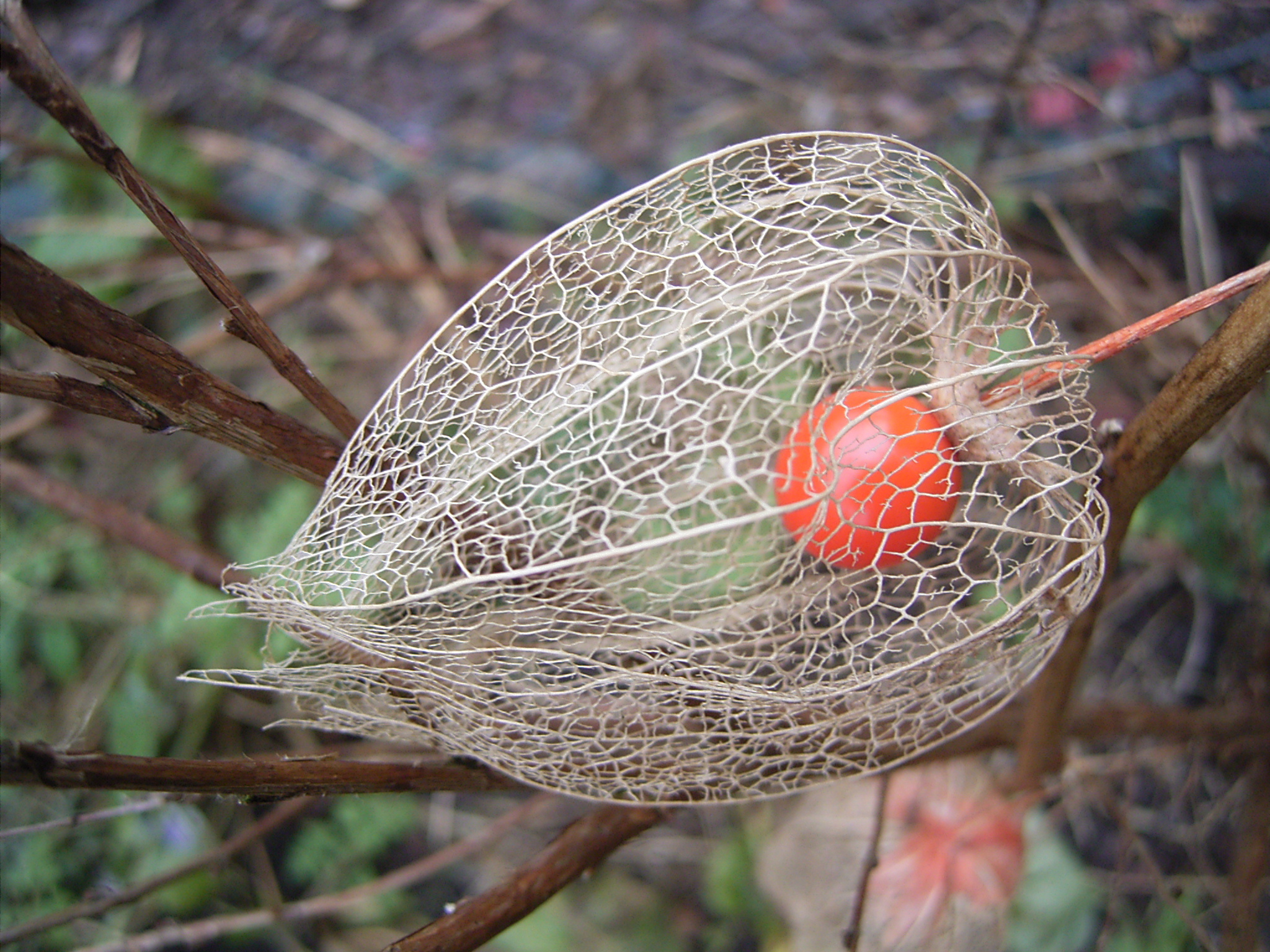
Fruct